# Агрба, Гудиса Эдуардович
Гудиса Эдуардович Агрба (род. 12 июля 1984, г. Ткварчели, Абхазская АССР) — абхазский государственный и политический деятель. Министр культуры Республики Абхазия с 5 июня 2020 по 11 февраля 2022 года.

## Биография
В 2002 году окончил Сухумскую среднюю школу № 14 им. А. П. Чехова.
С 2002 года обучался и в 2007 году окончил с отличием Абхазский государственный университет по специальности «история и право».
С 2007 по 2008 год работал научным сотрудником отдела геополитики Центра стратегических исследований при Президенте РА.
С 2008 по 2011 год — старший референт информационно-аналитического отдела, заведующий сектором общественно-политического развития и работы с молодежью отдела внутренней политики администрации президента РА.
С 2011 по 2012 год служил в рядах Вооруженных сил Республики Абхазия.
С 2012 по 2014 год был в должности заместителя председателя Государственного комитета Республики Абхазия по делам молодежи и спорта.
С 2015 по 2020 год занимался предпринимательской деятельностью.
С 2007 по 2011 год был депутатом Сухумского городского собрания.
5 июня 2020 года Указом президента Аслана Бжания назначен министром культуры Республики Абхазия.
Активно ведёт работу по сотрудничеству абхазских и российских культурных институций.
Женат, отец двоих сыновей.